# Trębki-Leśniczówka
Trębki-Leśniczówka – osada leśna w Polsce położona w województwie mazowieckim, w powiecie gostynińskim, w gminie Szczawin Kościelny.
W latach 1975–1998 miejscowość należała administracyjnie do województwa płockiego.